# (4487) Покахонтас
(4487) Покахонтас (лат. Pocahontas) — околоземный астероид из группы Амура (II), который был открыт 17 октября 1987 года американским астрономом Кэролин Шумейкер в Паломарской обсерватории и назван в честь индейской принцессы Матоака. 

Орбита астероида Покахонтас и его положение в Солнечной системе
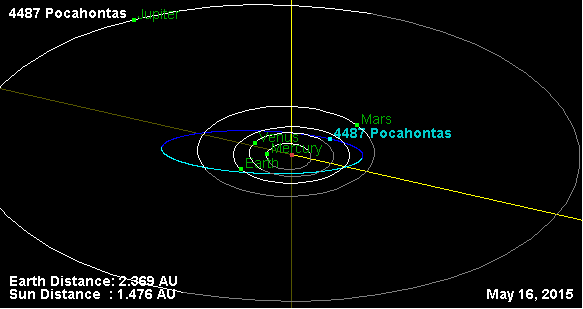
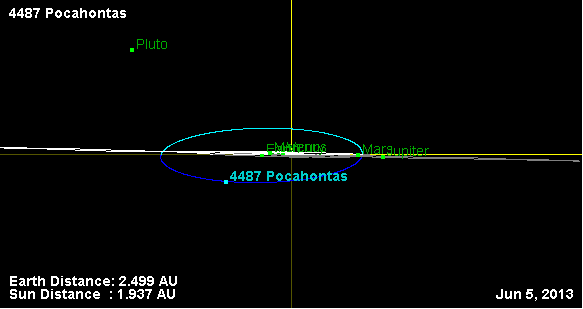
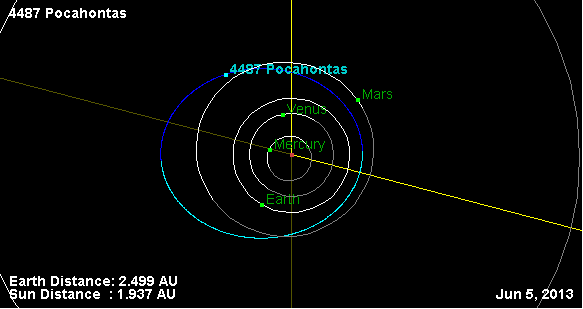